# Regelbau 120

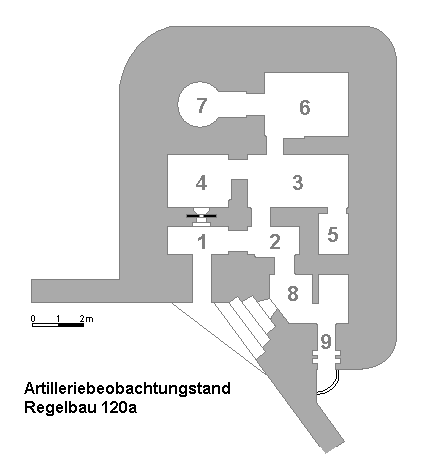
Schéma d'une casemate de type Regelbau 120a.

La casemate de type Regelbau 120 est une casemate répondant au standard Regelbau. Sa mission est de servir de poste de direction de tir.
Elle a la particularité d'être équipée d'une tourelle blindée.

## Construction
Les premiers exemplaires datent de 1942. La construction nécessitait l'excavation de 1 150 m3 de matériaux et la coulée de 535 m3 de béton.

## Architecture

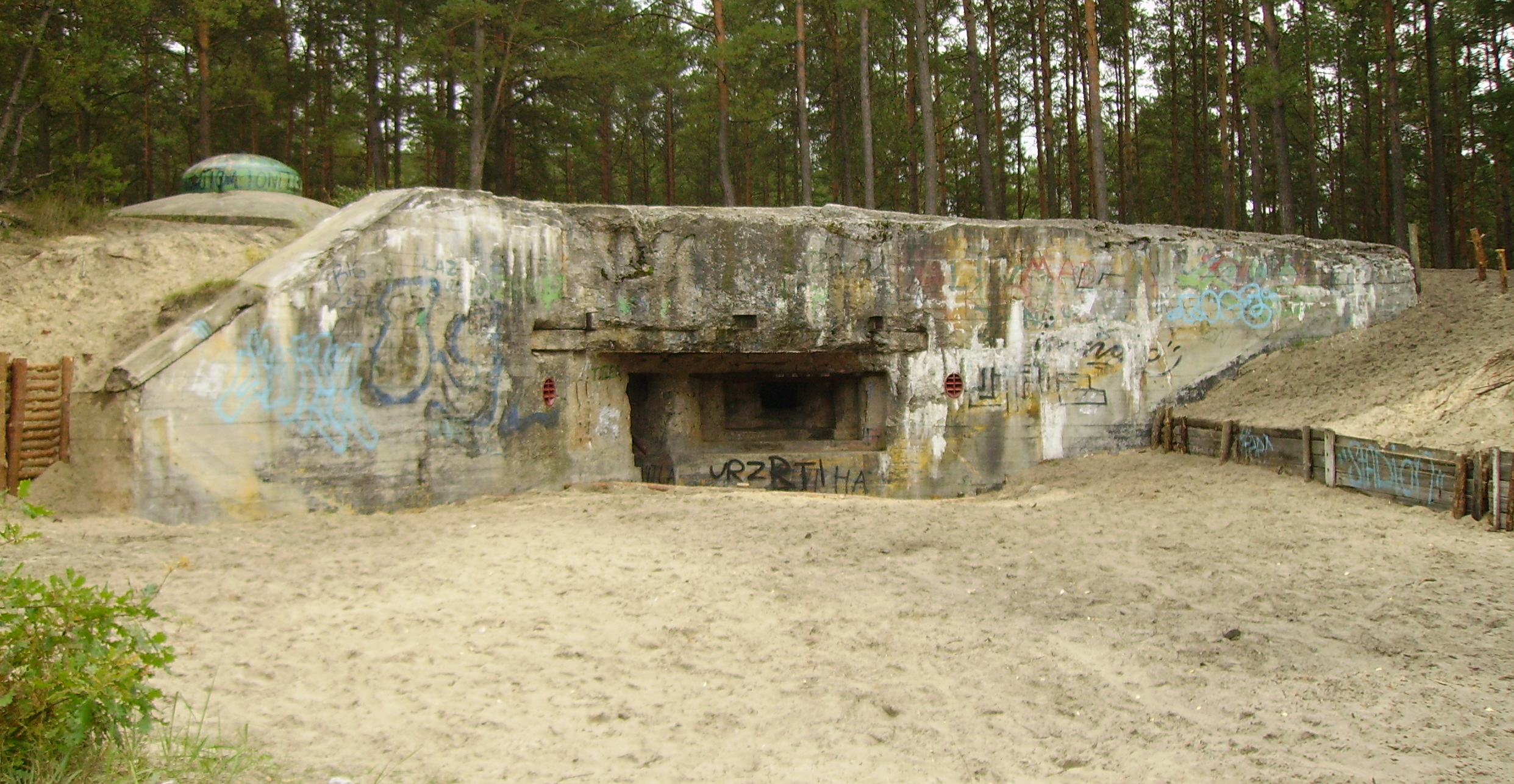
Entrée d'une casemate de type Regelbau 120 à Karczew.

La casemate peut abriter 9 soldats.
Elle fait 14,2 m de long pour 11,5 m de large et 6,38 m de haut.

## Exemplaires

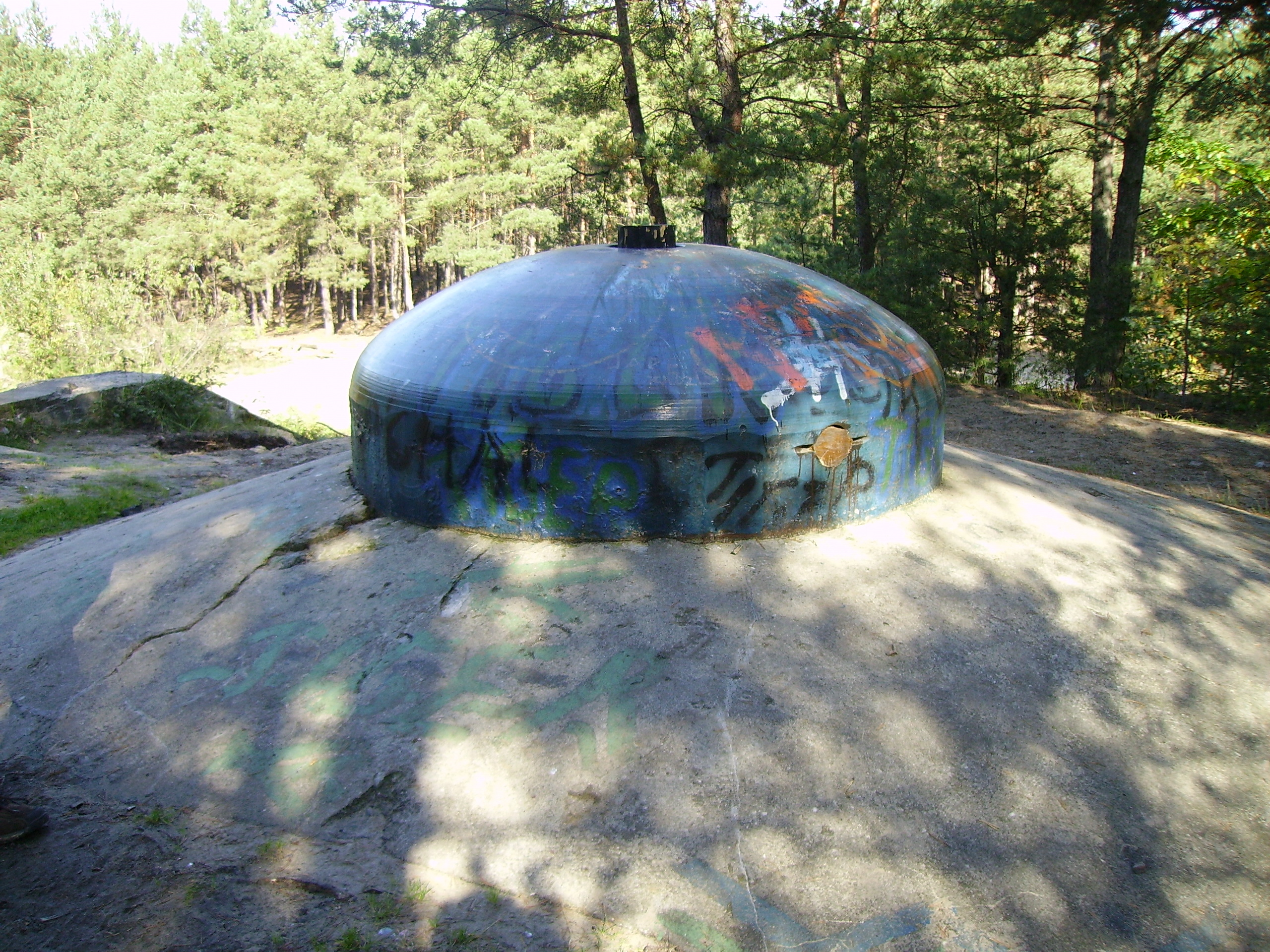
Tourelle blindée d'une casemate de type Regelbau 120.

Environ 40 exemplaires de cette casemate ont été construits.
Un exemplaire se trouve sur le territoire de la commune de La Rochelle.